# Неокласична задача споживання
Неокласи́чна зада́ча спожива́ння (максимізації корисності, раціональної поведінки споживача за Маршалом) полягає в раціональному виборі набору благ та послуг споживачем при заданих функції корисності та визначеному бюджетному обмеженні.
Якщо функція корисності {\displaystyle U(x),x\in \mathbb {R} _{+}^{n}} є двічі неперервно-диференційовною та строго опуклою, а бюджетне обмеження має вигляд {\displaystyle px\leq I}, де p — вектор-рядок цін, а I — бюджет споживача що може бути використаний для придбання товарів, то раціональна поведінка споживача визначається такою задачею опуклого математичного програмування:
{\displaystyle {\begin{cases}U(x)\to max,\\px\leq I,\\x\in \mathbb {R} _{+}^{n}\end{cases}}}